# Pyroalliance
Pyroalliance est une société française qui conçoit et fabrique des équipements pyrotechniques pour le secteur spatial (systèmes de séparation d'étages de fusée et de lanceur, neutralisation, éjection de satellites, déploiement de panneaux solaires) ainsi que les domaines militaires (dispositifs équipant les missiles, torpilles, etc.) et civil. Pyroalliance, qui réalise 40 millions d’euros de chiffres d'affaires en 2018, emploie 216 personnes aux Mureaux en banlieue parisienne et à Toulon,.